# 聯合國安全理事會第53號決議
《聯合國安理會53號決議》是1948年7月7日在聯合國安全理事會第331次會議通過的。考慮到調解專員於1948年7月5日送來的電報，這項決議緊急呼籲各方接受延長停火期限的原則，具體期限在與調解專員商量後決定。
該決議在烏克蘭蘇維埃社會主義共和國、蘇聯及敍利亞棄權下，以8票對0票通過。

## 外部連結
- 53號決議全文